# Odochilus philippinensis
Odochilus philippinensis är en skalbaggsart som beskrevs av Rakovic 1987. Odochilus philippinensis ingår i släktet Odochilus och familjen Aphodiidae. Inga underarter finns listade i Catalogue of Life.